# De abortu procurato
De abortu procurato, Quaestio de abortu (pol. Deklaracja o przerywaniu ciąży) – deklaracja opublikowana w 1974 przez Kongregację Nauki Wiary o aborcji, zaaprobowana przez Papieża Pawła VI.

## Tło historyczne
W tamtych latach odbywała się w wielu krajach debata publiczna o aborcji. W wielu zaczęto przyjmować ustawy dopuszczające przerywanie ciąży. Deklaracja przypomniała niezmienne nauczanie Kościoła o życiu nienarodzonym.
Deklaracja podaje argumenty w świetle wiary i Pisma Świętego, ale także argumenty rozumowe: życie ludzkie nie jest prawem udzielanym przez społeczność, ale nieodłącznym prawem każdej osoby.

Tradycja Kościoła zawsze nauczała, że życie powinno być otoczone opieką i powinno się je pielęgnować, tak na początku, jak i w różnych okresach rozwoju.

Skoro tylko jajeczko ulega zapłodnieniu, rozpoczyna się życie, które nie należy już ani do ojca, ani do matki, ale do nowej, żyjącej istoty ludzkiej, która rozwija się dla siebie samej. I nigdy nie stanie się ludzką, jeśli już wtedy nią nie była.